# Криминальный доктор (фильм)
«Криминальный доктор» (англ. Crime Doctor) — криминальный драматический фильм режиссёра Майкла Гордона, который вышел на экраны в 1943 году.
Фильм основан на одноимённом радиосериале, который выходил в эфир в 1940—1947 годах. Это первый из десяти фильмов киноцикла о Криминальном докторе, которые выпустила студия Columbia Pictures в 1943—1949 годах с Уорнером Бакстером в роли бывшего преступника, который после периода амнезии стал порядочным человеком, врачом и помощником полиции.
Фильм открывается сценой, происходящей в самом начале 1930-х годов, когда на одной из дорог из машины вылетает человек (Уорнер Бакстер), который в результате падения полностью теряет память. В больнице он берёт имя Роберт Ордуэй и лечащий врач доктор Кэри (Рэй Коллинз) берёт его под свою опеку. В течение десяти лет Роберт старательно учится, получает специальность врача-психиатра и в конечном счёте становится партнёром доктора Кэри в его частной клинике, а также председателем Совета штата по условно-досрочным освобождениям. Он знакомится с привлекательной женщиной (Маргарет Линдси), между ними складываются романтические отношения, однако, не зная своего прошлого, Роберт боится сделать ей предложение. Однажды в баре Роберта узнают его знакомые по старой жизни, бандиты, которые под его руководством совершили крупное ограбление, после которого похищенные деньги так и не были найдены. Узнав, наконец, кем он был в прошлой жизни, Роберт с помощью бандитов находит награбленное, а затем сдаёт всё властям и сдаётся сам. Суд выносит ему как бандиту суровый приговор, однако судья, учитывая, что Роберт давно стал фактически другим человеком, добропорядочным гражданином, полезным обществу, назначает ему условный срок.
Фильм получил положительные отзывы критики как качественный фильм категории В благодаря интересному сюжету, динамичному развитию истории и качественной актёрской игре. При этом отмечалось, что из-за небольшой продолжительности фильма в истории оказываются опущенными некоторые существенные фрагменты истории, а некоторые линии повествования не получают достаточного развития.

## Сюжет
В самом начале 1930-х годов на одном из загородных шоссе из мчащегося автомобиля вылетает человек (Уорнер Бакстер). Вскоре его замечает проезжающая мимо компания, которая отвозит его в больницу. Так как пациент находится в бессознательном состоянии, лечащий врач, доктор Кэри (Рэй Коллинз) не может установить его личность. Когда пациент наконец приходит в себя, он чувствует себя вполне здоровым, но не может вспомнить ни своего имени, ни своего прошлого. Он берёт себя имя мецената Роберта Ордэуя, который финансировал больницу. Когда в газетах появляется информация о страдающем от амнезии пациенте, к Роберту приходит некто Эмилио Каспари (Джон Лител), называя Роберта Филом. Хотя Роберт не узнаёт Эмилио, тот не верит в его амнезию. Он говорит, что знает его не только он, но также Перл Адамс (Дороти Три), Ник Феррис (Дон Костелло) и Джо Дилан (Гарольд Хубер). Эмилио хватает Роберта и начинает душить, требуя сказать, где находится саквояж. Роберту удаётся нажать тревожную кнопку вызова медсестры, после чего Эмилио быстро исчезает. Роберт рассказывает доктору Кэри о визите незнакомца и пишет на листке бумаги названные им имена, чтобы доктор попробовал выяснить, кто эти люди. Однако никаких воспоминаний в результате визита незнакомца у Роберта не возникло. Доктор Кэри говорит, что на следующий день Роберта выписывают из больницы, однако он по-прежнему останется его пациентом, и предлагает переехать в его дом. Кэри отказывается от оплаты, поскольку его интересует наблюдение за таким пациентом в научных целях.
На следующий день доктор Кэри делает попытку установить личность Кэри, и первым делом проверит в полиции его отпечатки пальцев. В тот же день в участке берут отпечатки у Эмилио, которого затем допрашивают детективы, которого задержали по подозрению в ограблении. Вскоре Кэри получает информацию, что отпечатков пальцев Роберта нет ни в местной, ни в федеральной базах данных. Доктор предпринимает новые попытки установить личность Роберта. Он проходится с ним по списку имён в телефонном справочнике, а затем по географическому атласу, однако это не даёт никаких результатов. Некоторое время спустя, накануне Нового года подвыпивший Роберт навещает доктора, предлагая оставить попытки выяснить его личность. Он говорит, что тридцать лет его жизни превратились в ноль, и теперь доктор Кэри в тепличных условиях создаёт из него нового человека, человека без прошлого, без профессии и без образования. Роберт говорит, что если Кэри не в состоянии установить его личность, то он сделает это сам. Он решает стать врачом и излечить себя сам, и Кэри поддерживает это решение.
Проходит немало лет напряжённой учёбы, и, получив диплом врача, Роберт поступает на работу в психиатрическую лечебницу. Проходит ещё несколько лет, и Роберт становится партнёром доктора Кэри в частной клинике. Однажды Роберт получает приглашение из тюремного госпиталя осмотреть одну из пациенток, и, несмотря на то, что это не выгодно для их практики, он ставит Кэри в известность, что считает своим долгом поработать с заключёнными. К Роберту приходит социальный работник Грейс Филдинг (Маргарет Линдси), чтобы посмотреть на его работу, прежде чем направлять к нему реального пациента. Вскоре Грейс присылает к Роберту одну из своих подопечных, молодую девушку Миртл Перрин (Вай Этенс), которая недавно вышла по удо, после чего её поведение неожиданно изменилось в худшую сторону. Роберт начинает с ней работать.
Тем временем Грейс проявляет заботу о личной жизни Роберта, начиная водить его по театрам, выставкам и вечерним клубам. В одном из клубов Роберта замечают Джо Дилан и Ник Феррис. Ник умышленно наносит себе лёгкую травму руки, и ничего не подозревающий Роберт вызывается ему помочь. Оба бандита с удивлением смотрят на Роберта, который не подаёт никаких признаков того, что знаком с ними. Во время перевязки Ник говорит, что Роберт очень похож на одного его знакомого, который пропал из поля его зрения почти 10 лет назад. Когда Ник произносит имя знакомого «Фил Морган», Роберт невольно вздрагивает. Он требует от Ника рассказать о Моргане подробнее и оставить свой адрес, однако тот быстро скрывается. Выйдя из клуба, Джо и Ник встречают Эмилио, который только недавно вышел из тюрьмы, отбыв десятилетний срок. Когда Роберт вместе с Грейс выходит из клуба, бандиты убеждаются, что это Фил Морган. Тем не менее, они не могут понять, имитирует ли он потерю памяти или действительно ничего не помнит. Морган им нужен для того, чтобы добраться до заветного саквояжа с 200 тысячами долларов, которые банда под его руководством похитила и которые он затем спрятал. Когда Роберт и Грейс едут в машине, она интересуется, была ли у него в прошлом жена. Когда он не может дать определённый ответ, Грейс говорит, что воспринимает Роберта только таким, каков он сейчас без всякой связи с его прошлым. Она признаётся, что наконец нашла в нём человека, которого искала. Роберт же рассказывает, что в клубе он накладывал бинт человеку, который как будто бы знает его, хотя тот по какой-то причине тот отрицал это. Он также говорит, что последние две недели не мог отделаться от ощущения, что кто-то следит за ним, и Грейс подтверждает, что тоже заметила слежку.
Роберт приезжает в тюрьму «Рокфорд», где оказал помощь многим благодарным заключённым. Начальник тюрьмы (Эддисон Ричардс) говорит Роберту, что с тех пор, как тот начал работать с заключёнными, их поведение существенно изменилось в лучшую сторону, после чего предлагает Роберту возглавить совет по условно-досрочному освобождению. В этот момент охрана задерживает недавно переведённого заключённого, который попытался совершить побег. Им оказывается Уильям Уилер (Леон Эймс), осуждённый на 30 лет за убийство, который в предыдущей тюрьме совершил пять попыток побега. Уилер служил капитаном в армии и имеет несколько наград за отвагу. Понимая, что Уилер способен влиять на окружающих, Роберт предлагает не направлять его в карцер, а дать ему возможность поговорить с ним. Во время разговора в камере Роберту удаётся сыграть на офицерской гордости Уильяма и склонить его на свою сторону. Уилер начинает проводить в тюрьме занятия по военной подготовке среди заключённых. Тюремное начальство вскоре показывает властям штата, чего добился Уильям с заключёнными, и губернатор высоко оценивает работу Роберта, который стоит за этим. На торжественном мероприятии в тюрьме губернатор назначает Роберта председателем совета штата по условно-досрочному освобождению. Когда с ответным словом выступает Роберт, Перл, которая в тюрьме слушает его выступление по радио, по голосу узнаёт, что это Фил Морган.
На приём к Роберту приходит Эмилио, заявляя, что знает его и следил за ним. Эмилио говорит, что хочет получить с него 200 тысяч долларов, после чего уходит, обещая вскоре появиться снова. Вечером Грейс приходит в бар для встречи с Эмилио, чтобы выяснить был ли Роберт женат. Эмилио не даёт определённого ответа, после чего Грейс требует прекратить преследовать Роберта, угрожая полицией. После её ухода к Эмилио присоединяются Ник и Джо, которых он просит разыскать Перл Адамс. Вскоре Эмилио приходит к ней на свидание в женскую тюрьму, убеждая её подать заявление об условно-досрочном освобождении, чтобы она помогла выяснить реальное состояние Роберта. На очередном заседании совета по удо Роберт объявляет Уилеру, что он получает условно-досрочное освобождение. Следующей на заседание вызывают Перл Адамс, которая напоминает, что согласно документам, она получила срок по делу о краже 200 тысяч долларов, которые так и не были найдены. Она говорит, что самый умный в их банде забрал себе деньги и скрылся. Поскольку Перл уже дважды нарушала правила удо и её возвращали в тюрьму, Роберт не видит возможности предоставить ей удо в третий раз. В ответ Перл называет Роберта доктором Морганом. Он спрашивает, откуда она знает Фила Моргана и кто он такой. Роберт предполагает, что Перл специально пришла на заседание, чтобы назвать его Морганом, так как понимала, что со своим прошлым не могла рассчитывать на удо. Роберт требует сказать, зачем она пришла. Под его давлением Перл говорит, что Фил Морган — это бессовестный вор и мошенник, который её бросил. Именно он спланировал самое крупное ограбление в истории этого города — кражу фонда заработной платы фабрики «Норден». Он был умён и не прикасался ни к какой грязной работе, поэтому его даже не разыскивали. А всю грязную работу сделали Эмилио, Ник и Джо. В конце концов Перл говорит, что Роберт и есть Фил Морган. После этих слов Роберт объявляет членам совета о своей отставке.
В кабинет к Роберту приходит Грейс вместе с доктором Кэри. Она уговаривает Роберта, не разрушать свою жизнь и свою работу, ведь он нужен в совете по удо. Роберт отвечает, что не может быть в совете, подозревая, что он сам является преступником. Кэри заявляет, что Роберт уже доказал свою ценность для общества, и возникает вопрос, если Роберту удастся восстановить своё прошлое, станет ли он тогда более полезным человеком. Роберт отвечает, что он не может просто сделать вид, что ничего не произошло. Он считает себя виновным в ограблении, и решает, что должен разыскать деньги. Узнав у Грейс адрес бара, где она встречалась с Эмилио, Роберт немедленно направляется туда. В баре трое бандитов ожидают новостей от Перл, которая по-прежнему сидит в тюрьме. Бандиты понимают, что нельзя убивать Моргана до тех пор, пока он не скажет, где деньги. В этот момент к ним подходит Роберт, предлагая поговорить о 200 тысячах долларов. Роберт прямо заявляет, что не знает, где деньги и просит помочь ему вспомнить о себе всё, что можно. Эмилио рассказывает, как он огрел его по голове и выбросил из машины. По просьбе Роберта они приезжают на квартиру, где были перед этим. Они рассказывают, что Морган, будучи главарём банды, как раз собирался поделить добычу, когда появилась полиция. Все в страхе бежали, а Морган остался, поскольку он и организовал этот налёт с помощью фальшивых полицейских, рассчитывая таким образом заполучить все деньги. Заподозрив, что Морган собирается присвоить их доли, бандиты вырубили его, после чего выбросили из машины. В этот момент бандиты с кулаками бросаются на Роберта, требуя с него свои деньги. Начинается драка, в ходе которой Роберт получает удар по голове, но успевает достать пистолет и остановить преступников. Он говорит, что теперь всё вспомнил, и звонит в полицию.
На следующий день газеты выходит с заголовками, что Роберт взял банду грабителей и вернул деньги, похищенные на «Норден». Одновременно он признался, что был преступником и требует немедленного суда. На суде Роберт говорит, что присяжным не надо решать вопрос о виновности Фила Моргана, который во всём сознался. Надо лишь решить, какое наказание должен понести Морган. Но, как он говорит далее, фактически перед судом предстали два человека — обвиняемый и невинная жертва. Один — сознавшийся преступник, который не заслуживает снисхождения, а второй — это уважаемый врач, и оба человека находятся в одном и том же теле. Он говорит, что признав Моргана виновным, присяжные одновременно пошлют в тюрьму невинного человека Роберта Ордуэя. В итоге присяжные признают подсудимого виновным c рекомендацией проявить к нему снисхождение. Судья приговаривает Моргана к 10 годам тюрьмы, но, ввиду рекомендации присяжных назначает условно-досрочное наказание. Он говорит, что стране нужны такие люди, как Морган, и освобождает его из-под стражи. Грейс обнимает его и говорит судье, что он больше не Морган, а доктор Ордуэй.

## В ролях
- Уорнер Бакстер — Филлип Морган / Роберт Джей Ордуэй
- Маргарет Линдси — Грейс Филдинг
- Джон Лител — Эмилио Каспари
- Рэй Коллинз — доктор Джон Кэри
- Гарольд Хубер — Джо Дилан
- Дон Костелло — Ник Феррис
- Леоан Эймс — Уильям Уилер
- Констанс Уорт — Бетти
- Дороти Три — Перл Адамс

## Создатели фильма и исполнители главных ролей
Режиссер Майкл Гордон после трёх лет работы в качестве актёра и помощника режиссёра на бродвейской сцене в 1940 году прибыл в Голливуд. В интервью для книги Рональда Л. Дэвиса (англ. Ronald L. Davis) «Просто делая фильмы» (англ. Just Making Movies) Гордон рассказывал, что начинал работу на Columbia Pictures как режиссёр постановки речи и ассистент режиссёра. Он вспоминал: «Я рассматривал эту работу как переходный этап. К тому времени я чертовски хорошо знал, что собираюсь стать режиссёром. У меня было такое же снобистское отношение к Голливуду, как и у большинства людей с Бродвея. Но я осознал, что экран может быть эффективным средством коммуникации и располагает гораздо большими ресурсами для повествования, чем сцена… Я сказал себе: „Это будет поучительный опыт“. То, чему мне нужно было научиться, на самом деле делилось на три категории — камера, саундтрек и монтажная комната».
Гордон вспоминал, как в своём первом фильме в качестве режиссёра «Бостонский Блэки едет в Голливуд» (1942) он на полдня отстал от графика, после чего был вызван к главе отдела фильмов категории В студии Columbia Ирвингу Брискину, который сказал, что хорошая картина второго плана, вероятно, собрала бы не немного большую кассу, чем плохая картина второго плана. Затем он чётко дал Гордону понять свою позицию: «Я не хочу, чтобы она была хорошей. Я хочу, чтобы она была готова в четверг!». После этого Гордон поставил еще три фильма категории В по 10- или 12-дневному графику, где ему платили по 125 долларов в неделю, что было ниже средней зарплаты за такую работу. По словам Гордона, даже его ассистент зарабатывал больше, чем он. На третьем году работы на студии Гордона отправили во временное увольнение. Как он вспоминает, «я был режиссером этих четырех картин, последней из которых был „Криминальный доктор“, и думал, что готов к чему-то лучшему». Когда ему объяснили, что в данный момент на студии готовятся только хорошие картины, Гордон заявил, что готов ставить хорошую картину. На это Брискин ответил: «Как мы можем дать тебе хорошую картину? Посмотри, сколько денег ты зарабатываешь». То есть, по мнению Брискина, тот, кто зарабатывает 125 долларов в неделю, не может снять хорошую картину. После этого Гордон расторг свой контракт, и хотя ему пригрозили, что он никогда больше не сможет работать в Голливуде, он вернулся в Нью-Йорк. Поставив на бродвейской сцене три спектакля, в том числе, успешный «Дом храбрых» (1945—1946), Гордон вернулся в Голливуд с зарплатой, в десять раз превышающей ту, что получал раньше.
Начиная с 1947 года, Гордон поставил серию успешных криминальных драм, среди которых «Паутина» (1947), «Акт убийства» (1948), «Другая часть леса» (1948) и «Женщина в бегах» (1950). После классического фильма «Сирано де Бержерак» (1950), который завоевал «Золотой глобус» как лучший фильм, за свои левые взгляды Гордон был внесён в чёрный список и отстранён от работы в Голливуде. Он вновь вернулся на Бродвей, где в период с 1952 по 1956 год поставил одиннадцать спектаклей. Затем он вновь приехал в Голливуд, где вплоть до 1970 года поставил девять фильмов, самым успешным среди которых стала романтическая комедия «Интимный разговор» (1959), которая была номинирована на «Золотой глобус» как лучший фильм в жанре «комедия».
Уорнер Бакстер начал свою карьеру с немых фильмов, наиболее заметными среди которых были «Великий Гэтсби» (1926) и «Ужасная правда» (1925). Наиболее известными фильмами Бакстера звуковой эпохи стали вестерн «В старой Аризоне» (1928), который принёс ему «Оскар» за исполнение главной роли, музыкальная комедия «42-я улица» (1933), детективный фильм «Пентхаус» (1933), историческая биографическая драма «Узник острова акул» (1936), военная драма «Путь к славе» (1936) и мелодрама «У Адама было четыре сына» (1941).
С начала 1940-х годов состояние здоровья Бакстера стало ухудшаться, он перенёс нервный срыв, а также страдал от артрита и других болезней. Как отмечает историк кино Джереми Арнольд, "на самом деле, за исключением нескольких других экранных ролей, разбросанных среди фильмов о Криминальном докторе, Бакстер в основном закончил свою карьеру ролью доктора Роберта Ордуэя, которую сыграл в десяти фильмах на протяжении 1943—1949 годов. К счастью, роли в этих фильмах были лёгкими для него физически. Бакстер умер от пневмонии в 1951 году в возрасте 62 лет, через два года после своего последнего появления в роли доктора Ордуэя.
Маргарет Линдси за период с 1932 по 1963 год сыграла в 82 кинофильмах, среди которых «Мордашка» (1933), «Джимены» (1935), «Опасная» (1935), «Иезавель» (1938), «Дом о семи фронтонах» (1940) и «Улица греха» (1945).

## История создания фильма
Как пишет историк кино Дерек Уиннерт, с 1940 по 1947 год доктор Бенджамин Ордуэй был героем воскресного радиосериала CBS «Криминальный доктор». В радиосериале доктора Бенджамина Ордуэя в разное время играли Рэй Коллинз, Хаус Джеймсон, Брайан Донлеви, Хью Марлоу, Эверетт Слоун и Джон Макинтайр.
С 1943 по 1949 год студия Columbia Pictures на основе радиосериала сняла серию из 10 малобюджетных детективов о Криминальном докторе, во всех фильмах роль доктора Роберта Ордуэя сыграл Уорнер Бакстер..
Рэй Коллинз, который играл Ордуэя в радиосериале, в этом фильме исполнил роль доктора Джона Кэри, лечащего врача Криминального доктора.
Фильм находился в производстве с 25 марта по 13 апреля 1943 года и вышел на экраны 22 июня 1943 года.
Как написал Джереми Арнольд, «этот фильм категории В породил девять продолжений, большинство из которых хорошо продуманы и содержат маленькие тайны».

## Оценка фильма критикой
После выхода на экраны фильм пользовался успехом. Журнал Variety в своей рецензии отметил, что это «крепко сбитая и интересно рассказанная драма, которая обеспечит хорошую поддержку фильму категории А при двойных показах». В газете «Нью-Йорк Таймс» было написано: «Сколько историй было соткано из этой ткани амнезии, одному небу известно. И все же колодец, вероятно, никогда не иссякнет… Сюжет несёт в себе саспенс, благодаря чему получается достойная мелодрама». Рецензент также добавляет, что все основные актёры «прекрасно справляются со своими ролями», среди них Маргарет Линдси, Джон Лител, Леон Эймс и Рэй Коллинз.
Современный историк кино Дерек Уиннерт назвал эту картину «динамичным и довольно захватывающим первым фильмом цикла». Как отметил историк кино Ким Ньюман, «хотя эта самодостаточная драма и основана на радиосериале, она больше посвящена уникальному положению своего героя (Уорнер Бакстер), чем второстепенным событиям, которые происходили на радио». По словам критика, «это главным образом история о том, как к герою возвращается память, но при этом не возникает угрозы, что его старая злая личность вновь проявит себя, а сюжет с ограблением решается за кадром без особого напряжения». Ньюман отмечает, что «некоторые моменты в сценарии можно было бы расценить как прогрессивные, в частности, когда доктор Ордуэй демонстрирует либеральный подход к уголовной реформе». Также обращают на себя внимания «милые отношения» героя с его «шикарной подружкой (Маргарет Линдси)», которые, к сожалению, не получают особого развития.
По мнению Льюиса, «возможно, создатели фильма пытались втиснуть в 65 минут игрового времени слишком многое, из-за чего большие фрагменты сюжета между сценами иногда пропускаются».